# 時空ツアーズ
「時空ツアーズ」（じくうツアーズ）は、竹達彩奈の楽曲。3枚目のシングルとして2013年1月9日にポニーキャニオンから発売された。

## 概要
前作「♪の国のアリス」から約4ヶ月ぶりのリリースとなる2013年1作目のシングル。販売形態は初回限定盤と通常盤の2種リリースで、前者には表題曲のPVを収録したDVDが同梱されている。作詞をSuperflyの「愛をこめて花束を」、少女時代の「PAPARAZZI」等で知られるいしわたり淳治、作曲を近藤真彦の「スニーカーぶる〜す」、ジュディ・オングの「魅せられて」、いしだあゆみの「ブルー・ライト・ヨコハマ」等で知られる筒美京平が手掛けている。
本作はオリコンデイリーチャート7位、ウィークリーチャートは10位を記録し、デビューから3作連続でTOP10入りを果たす。またサウンドスキャンの週間ランキングでは6位を記録し、自己最高記録を更新する。さらに発売から約半年後の6月12日付「週間USEN HITアニメランキング」で、最多タイ記録となる通算4回目の首位を獲得すると、その後もリクエストやオンエア実績を伸ばし続け、2013年1月-11月の「年間USEN HITアニメランキング」にて、Linked Horizonの『紅蓮の弓矢』などの作品を抑え、年間1位を達成する。

## 批評
Billboard JAPANの平賀哲雄は、「昭和歌謡黄金期を想起させるコーラスワークや音使い、マンモスの背中から宇宙まで飛んでいってしまう自由かつキャッチーなストーリー」と評した。

## 収録曲
1. 時空ツアーズ [4:23]
作詞：いしわたり淳治、作曲：筒美京平、編曲：小林俊太郎
竹達曰く「子供から大人までたくさんの人に聴いてもらえるような曲調」で、歌詞も『時空ツアーズ』のタイトル通り歴史上の人物の事物を未来へと伝えるメッセージになっている。また、 レコーディングでは作曲を筒美京平が手掛けていることもあってか、少し緊張していたという[7]。
2. Hey! MUSIC BOYS & MUSIC GIRLS! [4:29]
作詞・作曲・編曲：沖井礼二
デビューシングル『Sinfonia! Sinfonia!!!』と、後にリリースされたファーストアルバム「apple symphony」収録曲の『リズムとメロディの為のバラッド』と合わせて三部作になっている。なお、この曲は三部作の二曲目[11]。
3. 時空ツアーズ（Instrumental）
4. Hey! MUSIC BOYS & MUSIC GIRLS!（Instrumental）

DVD（初回限定盤のみ）
1. 時空ツアーズ（Music Clip）

## クレジット
- Vocal & Chorus：竹達彩奈
- Piano, Keyboards & Programming：小林俊太郎
- Electric & Acoustic Guitars：木暮晋也
- Bass & Acoustic Guitars：沖井礼二
- Drums：柏倉隆史
- Chorus Arrangement & Chorus：杉真理、松尾清憲